# Pillanlelbún
Pillanlelbún es una localidad chilena de la comuna de Lautaro, Región de la Araucanía. Entre sus principales actividades económicas destaca la agricultura, la ganadería y la silvicultura.

## Historia y toponimia
Pillanlelbún fue fundada el 28 de febrero de 1881 por las fuerzas expedicionarias de La Frontera durante la Ocupación de la Araucanía.
Pillanlelbún debe su nombre a la creencia del pueblo mapuche de que en los volcanes  habitaba el espíritu del Pillán. Los estruendos y temblores provocados por las erupciones volcánicas, y muy particularmente el volcán Llaima, hicieron que el lugar fuera reconocido entre los mapuches como Pillan - lelbún, que traducido al español quiere decir «Tierra de Espíritus».
Se ha intentado que Pillanlelbún sea una comuna, sin embargo todavía depende de la comuna de Lautaro.